# Buse d'Afrique
Buteo auguralis
Espèce
Statut de conservation UICN

 LC  : Préoccupation mineure
Statut CITES
La Buse d'Afrique (Buteo auguralis) est une espèce d'oiseaux de la famille des Accipitridae.
Ce rapace vit en Afrique subsaharienne.
L'espèce est considérée comme de préoccupation mineure par l'UICN en 2021.

## Description
C’est un petit rapace d’une cinquantaine de cm de long au maximum, pour une envergure de 95 cm,. L'iris est blanc ou brun. Les côtés de la tête sont marron, le dessus aussi. La poitrine et le bas de la gorge sont brun, assez uni chez le jeune, plus hétérogène ponctué de clair chez l’adulte. Le dessous est clair, tacheté de noire chez le jeune et présentant des taches brunes chez l’adulte. La queue est aussi plus foncée chez l’adulte, alors qu’elle est brun chaud, barré de noir chez le jeune. Les pattes sont nues, sans plume. En vol, la queue est assez large et l'extrémité arrondie. 
Cette espèce se nourrit de petits mammifères et “reptiles” capturés au sol, en attaquant depuis les aires.
Le cri est une sorte de miaulement en piehhh ou piehinhhh.

## Répartition et habitat
Cet oiseau vit en Afrique subsaharienne, de l'Est du Sénégal à l'Ouest de l'Éthiopie et au Nord-Ouest de l'Angola,,,. Il fréquente les milieux boisés, les lisières et zones de transitions végétales, les clairières, les friches humaines, etc. En somme, c’est une espèce adaptée à une large gamme de milieux un minimum ouverts.